# Eda Kriseová
Eda Kriseová (* 18. července 1940 Praha) je česká novinářka a spisovatelka. Je členkou PEN klubu, Obce spisovatelů, Kafkovy společnosti a správní rady Nadace Central and Eastern European Book Project v Amsterodamu.

## Život
Po maturitě v roce 1957 vystudovala Institut novinářství a osvěty na Univerzitě Karlově, kterou absolvovala v roce 1963. Poté se stala novinářkou v časopise Mladý svět, kde působila až do roku 1968. V roce 1969 byla reportérkou v časopise Listy. Po zákazu Listů nemohla publikovat ani pracovat v publicistice, proto se koncem roku 1969 stala asistentkou v Ústavu pro teorii a dějiny sdělovacích prostředků při UK. V letech 1974 až 1976 pracovala v univerzitním archivu, poté byla nucena také toto místo opustit a pracovala zcela mimo obor.
V listopadu 1989 byla členkou Koordinačního centra Občanského fóra a mluvčí Václava Havla. Od ledna 1990 do rezignace V. Havla v červenci 1992 byla poradkyní prezidenta, od roku 1991 působila také jako ředitelka sekce Stížnosti a milosti prezidentské kanceláře. Od července 1992 se věnuje jen literární činnosti. Přednášela na George Washington University ve Washingtonu a absolvovala autorská čtení v řadě zemí.
Jejím manželem byl režisér, dokumentarista a producent Josef Platz (10. listopadu 1937 Praha – 1. února 2024 Praha), s kterým má dcery Magdalénu a Terezu. 

## Dílo
Začínala jako reportérka, její reportáže byly velmi často z exotických zemí. S vlastní literární tvorbou začala až po roce 1972, kdy jí bylo znemožněno pracovat v oboru žurnalistiky.
- Já & ponsko, cestopis, 1968, vyšlo spolu s dalšími dvěma podobně laděnými cestopisy jiných autorů roku 1969 v knize Putování bez fraku
- Křížová cesta kočárového kočího, devět povídek z psychiatrické léčebny, samizdat 1977, zahraničí 1979, nakl. Atlantis 1990, ISBN 80-7108-001-2
- Sluneční hodiny, povídky, zahraničí 1978, nakl. Atlantis 1992; ISBN 80-7108-054-3
- Pompejanka, zahraničí 1980, v ČR 1990; román
- Klíční kůstka netopýra a jiné povídky,
- Arboretum
- Co se stalo
- Ryby raky, nakl. Atlantis 1991, ISBN 80-7108-005-5
- Václav Havel: Životopis, 1991 ISBN 80-7108-024-1
- Kočičí životy, nakl. HYNEK 1997; román
- Misericordia, román, nakl. HYNEK 1999; ISBN 80-86202-54-2
- Perchta z Rožmberka aneb Bílá paní, historický román, nakl. Paseka 2001, ISBN 80-7185-343-7
- Čísi svět, nakl. Prostor 2004; literatura faktu, ISBN 80-7260-116-4
- Jméno, Milost, Ráchel, nakl. Prostor 2007, ISBN 978-80-7260-174-5
- Necestou slečny H. a dnešní Afrikou, nakl. Prostor 2010, ISBN 978-80-7260-238-4

### Rozhlasové hry
- Dům, rozhlasová hra s prvky hororu. Dramatizace Eva Jelínková. Hudba Miroslav Kořínek. Dramaturg Oldřich Knitl. Režie Jiří Horčička. Účinkují: Daniela Kolářová, Ladislav Frej, Martina Tomsová, Jitka Jeřábková, Josef Kemr, Jiří Mikota, Valérie Kaplanová, Libuše Havelková, Drahomíra Fialková, Božena Böhmová, Lenka Termerová, Steva Maršálek, Milan Neděla, Martin Velda a Josef Velda. Natočeno v roce 1992.[2]

### Pro děti
- Prázdniny s Bosonožkou, nakl. Albatros 2007, ISBN 978-80-00-01919-2
- Tereza a Majda na horách, nakl. Atlantis 2001, ISBN 80-7108-053-5

## Ocenění
- 1979 - Cena Egona Hostovského